# Neal Purvis und Robert Wade
Neal Purvis (* 9. September 1961 im Vereinigten Königreich) und Robert Wade (* 1962 in Penarth, Wales) sind ein britisches Drehbuchautorenduo, auch bekannt unter dem ‚shared credit‘ Purvis & Wade. Gemeinschaftlich haben sie alle James-Bond-Filme seit Die Welt ist nicht genug aus dem Jahr 1999 geschrieben. Mit ihrer durchgehenden Mitarbeit über mehr als zwei Jahrzehnte zählen Purvis und Wade zu den am längsten gedienten, noch aktiven Departement-Köpfen hinter den Bond-Filmen, nur übertroffen von Effektgestalter Chris Corbould und den Produzenten selbst.
Als Sohn eines Fotografen war Purvis als Teenager Mitglied in einem Club für das Kino der 1940er-Jahre. Wade lebte bis zum elften Lebensjahr in seinem Geburtsort Penarth. Seine Mutter war Künstlerin, die ihm bereits früh die Lust an Literatur vermittelte. Als Jugendlicher erstellte er dann Amateurfilme. Purvis und Wade lernten sich als Zimmergenossen an der Universität Kent kennen. Wade machte dort später seinen Abschluss in Filmtheorie, während Purvis Kent nach einem Semester verließ und einen Bachelor in angewandter Film- und Fotokunst erlangte. Im Anschluss verbrachten beide sechs Jahre in London mit der Arbeit an Drehbüchern sowie Musikvideos. Seit ihrer Zeit an der Universität spielen sie auch gemeinsam in einer Band. Wade lebt inzwischen mit Frau und vier Kindern in West Sussex.
Ihr Kinodebüt als Autoren gaben sie 1991 mit Gib’s ihm, Chris!. Beeindruckt von ihrem Drehbuchentwurf zu Plunkett & Macleane kam James-Bond-Produzentin Barbara Broccoli 1997 auf sie zu. Inspiration für ihre James-Bond-Skripte ziehen Purvis und Wade aus neuartigen Technologien und dem aktuellen Weltgeschehen. Als Daniel Craig die Hauptrolle mit Casino Royale übernahm, passten sie ihren Ansatz an dessen „großartige Härte“ an. Dieses Drehbuch verschaffte ihnen 2007 Nominierungen für den BAFTA Award, Saturn Award sowie den Edgar Allan Poe Award. Für die James-Bond-Filme Spectre und Keine Zeit zu sterben waren zunächst andere Autoren bekanntgegeben, an den fertigen Büchern waren Purvis & Wade aber wieder beteiligt. 2003 entwickelten beide für Rowan Atkinson auch die James-Bond-Parodie Johnny English.

## Filmografie
- 1991: Gib’s ihm, Chris! (Let Him Have It)
- 1999: Plunkett & Macleane
- 1999: James Bond 007 – Die Welt ist nicht genug (The World Is Not Enough)
- 2002: James Bond 007 – Stirb an einem anderen Tag (Die Another Day)
- 2003: Johnny English – Der Spion, der es versiebte (Johnny English)
- 2004: Return to Sender
- 2005: Stoned
- 2006: James Bond 007: Casino Royale (Casino Royale)
- 2008: James Bond 007: Ein Quantum Trost (Quantum of Solace)
- 2012: James Bond 007: Skyfall (Skyfall)
- 2015: James Bond 007: Spectre (Spectre)
- 2017: SS-GB (Fernsehserie, alle 5 Episoden)
- 2021: James Bond 007: Keine Zeit zu sterben (No Time to Die)

## Belege
1. 1 2  Robert James Owen: Inspired by childhood in Penarth: James Bond screenwriter set for world premiere of new 007 movie Skyfall! In: Penarth Times. 18. Oktober 2012, archiviert vom Original (nicht mehr online verfügbar) am 18. November 2018; abgerufen am 24. Oktober 2012 (englisch).
2. ↑  Alex Leadbeater: James Bond Desperately Needs New Writers. In: Screen Rant. 14. März 2017, abgerufen am 13. Februar 2021 (englisch).
3. 1 2  Kevin Conroy Scott: Screenwriters’ Masterclass: Screenwriters Talk About Their Greatest Movies. HarperCollins, 2006, ISBN 978-1-55704-692-5, S. 347 (englisch, archive.org [abgerufen am 24. Oktober 2012]).
4. ↑  Steven Priggé: Movie Moguls Speak: Interviews With Top Film Producers. (englisch, google.com [abgerufen am 24. Oktober 2012]).
5. ↑  Murray Pomerance: Bad: Infamy, Darkness, Evil, and Slime on Screen. SUNY Press, 2004, ISBN 978-0-7914-5940-9, S. 175 (englisch, google.com).
6. ↑  Film writers who ‘rebuilt’ Bond. In: BBC News. 17. November 2006, abgerufen am 24. Oktober 2012 (englisch).
7. ↑  Christian Tobin: ‘Skyfall’ writer John Logan to pen next James Bond movie – Movies News. In: Digital Spy. Abgerufen am 27. Oktober 2012 (englisch).
8. ↑  Erin Nyren: Universal Wins International Rights to James Bond 25. In: Variety. 10. März 2017, abgerufen am 24. Juli 2017 (englisch).